# Języki szari-nilockie
Języki szari-nilockie – dawna wspólna nazwa gałęzi języków nilo-saharyjskich, obejmująca rodziny języków środkowosudańskich i wschodniosudańskich oraz izolowane w obrębie nilo-saharyjskich języki berta i kunama. Nazwa została zarzucona, kiedy w toku badań lingwistycznych okazało się, że języki wschodnio- i środkowosudańskie oraz berta i kunama są równorzędne względem innych nilo-saharyjskich podrodzin.